# Нивинский, Игнатий Игнатьевич
Игна́тий Игна́тьевич Ниви́нский (30 декабря 1880 [11 января 1881], Москва — 27 октября 1933, там же) — российский график, живописец и архитектор, выдающийся театральный художник.

## Биография
Его отец, Игнатий Нивинский, был известным поставщиком мебели и других предметов обустройства интерьеров.
В 1898 году И. И. Нивинский блестяще окончил знаменитое Московское художественное училище им. Строганова — он и его друг, ставший мужем его сестры Веры, а впоследствии выдающимся художником Викентий Трофимов были удостоены золотой медали, дружно отказались делить её между собой и взамен выбрали поездку за границу за счёт училища для усовершенствования.
Нивинский преподавал в Строгановке с 1898 по 1905 год, затем в московском ВХУТЕМАСе-Вхутеине (1921—1930).
В 1921 году стал профессором. Среди его учеников по Вхутемасу был такой мастер композиции, как Александр Дейнека.
В начале 1910-х годов Нивинский много работал в области монументально-декоративной живописи: в частности, он оформлял Музей им. Александра III, а затем получил известность и как декоратор Бородинских торжеств — ему принадлежит оформление Царской ставки. Позже вернулся к монументальной живописи, разработав оформление интерьера Траурного зала Мавзолея Ленина в символическом сочетании красного и чёрного цветов.
Творческое сотрудничество Нивинского с одним из ведущих архитекторов эпохи модерна Валентином Дубовским позволило создать в Москве новый тип жилого дома, сочетающего в себе одновременно черты дворца, замка и театральной декорации. Многие из этих домов стали городскими легендами («Дом под рюмкой» на Остоженке, «Дом с рыцарем» на Арбате). По эскизам Нивинского расписывались парадные подъезды и квартиры. В доме братьев Стуловых (1913) в Малом Знаменском переулке роспись изображает пейзаж античной Италии: беспечных римлянок, виллы, утопающие в садах, триремы, плывущие по Средиземному морю. В знаменитом «Доме под рюмкой» (1909) на Остоженке роспись отсылает к мотивам средневековья. Дома, построенные Дубовским и Нивинским, нередко украшены фигурами рыцарей, а дом на Арбате (купца Я.Филатова, 1913) в дополнение к ним — изящной фигурой королевы Гвиневры с комнатной собачкой у ног. Архитектурное мышление Нивинского выразилось и в эскизе собственного надгробного памятника на Новодевичьем кладбище, выполненного в виде стелы с итальянской раковиной-гребешком наверху.
Несмотря на прекрасное чувство цвета, Нивинский тем не менее выбрал «чёрно-белую» профессию гравёра и с 1912 года работал преимущественно как офортист. Был основателем и председателем Союза гравёров, созданного в 1918 году, позже стал членом объединения «Четыре искусства». Во многих гравюрах и офортах Нивинского можно проследить довольно сильное влияние Джованни Баттиста Пиранези.
С 1912 года жил и работал в построенном им самим доме-студии на 2-й Мещанской (ныне улица Гиляровского, дом 38). Студия стала заметным культурным центром Москвы, где собирались художники, артисты, поэты и музыканты. В студии устраивались выставки, поэтические и музыкальные вечера. В 1934 году, после смерти Нивинского и согласно его завещанию, здесь была основана общественная мастерская столичных офортистов, членов Московского союза художников (МСХ), названная впоследствии его именем.
В 20-е годы Нивинский создал серию офортов «ЗАГЭС». Отдельную линию в его творчестве представляют пейзажные офорты («Синие камни. Кисловодск», «Итальянская сюита», «Кони св. Марка», «Пейзаж»).

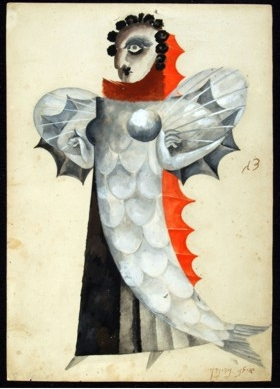
Костюм Рыбы к спектаклю «Голем»

Работал как театральный художник в декорационных мастерских Малого театра, в театрах им. Вахтангова и «Эрмитаж» (некоторые его работы сделаны совместно с племянницей, художником-декоратором В. В. Трофимовой-Гребнер). Евгений Вахтангов заинтересовался творчеством Нивинского, уже известного графика, найдя в нём единомышленника по умению передавать в лаконичных образах яркую театральность, и пригласил его в театр.
Совместная постановка «Эрика XIV» Стриндберга в Первой студии МХТ в 1921 году оказалась удачной. Трагедийность декораций «Эрика XIV» сменилась безудержной карнавальностью уникальной, ничуть не постаревшей за без малого век сценографии «Принцессы Турандот» в постановке Евгения Вахтангова, высоко оценённой как современниками, так и зрителями последующих поколений.

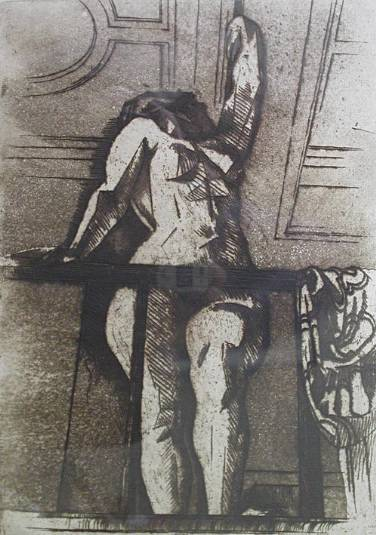

Нивинский обладал умением точно прочитывать образную структуру спектакля и передавать её в оформлении, поэтому при всей разности спектаклей, над которыми он работал, в них прослеживается его почерк («Дама-невидимка» Кальдерона — 1924 год, МХАТ 2-й; «Театр Клары Гасуль» Мериме — тогда же, Третья Студия МХТ; «Марион Делорм» Гюго — 1926 год, Театр им. Вахтангова; «Бархат и лохмотья» Штуккена и Луначарского- 1927 год, Малый театр; «Пётр I» A. H. Толстого — 1930 год, МХАТ 2-й; «Цианистый калий» Вольфа — тогда же, Московский драматический театр, бывший театр Корша; «Суд» Киршона — 1933 год, МХАТ 2-й).
В 1933 году Станиславский задумал ставить в созданном им Оперном театре «Севильского цирюльника» и пригласил Нивинского. Последний отказался от традиционного оформления оперного спектакля и, объединив своё мастерство графика и декоратора, создал декорации в стиле старинных гравюр.
Одной из последних работ Игнатия Нивинского стал изящный фронтиспис к книге И. Гёте «Римские элегии», выполненный в технике цветного офорта.
Похоронен на Новодевичьем кладбище (2 участок, ряд №5).

## Работы в области архитектуры и интерьерного дизайна

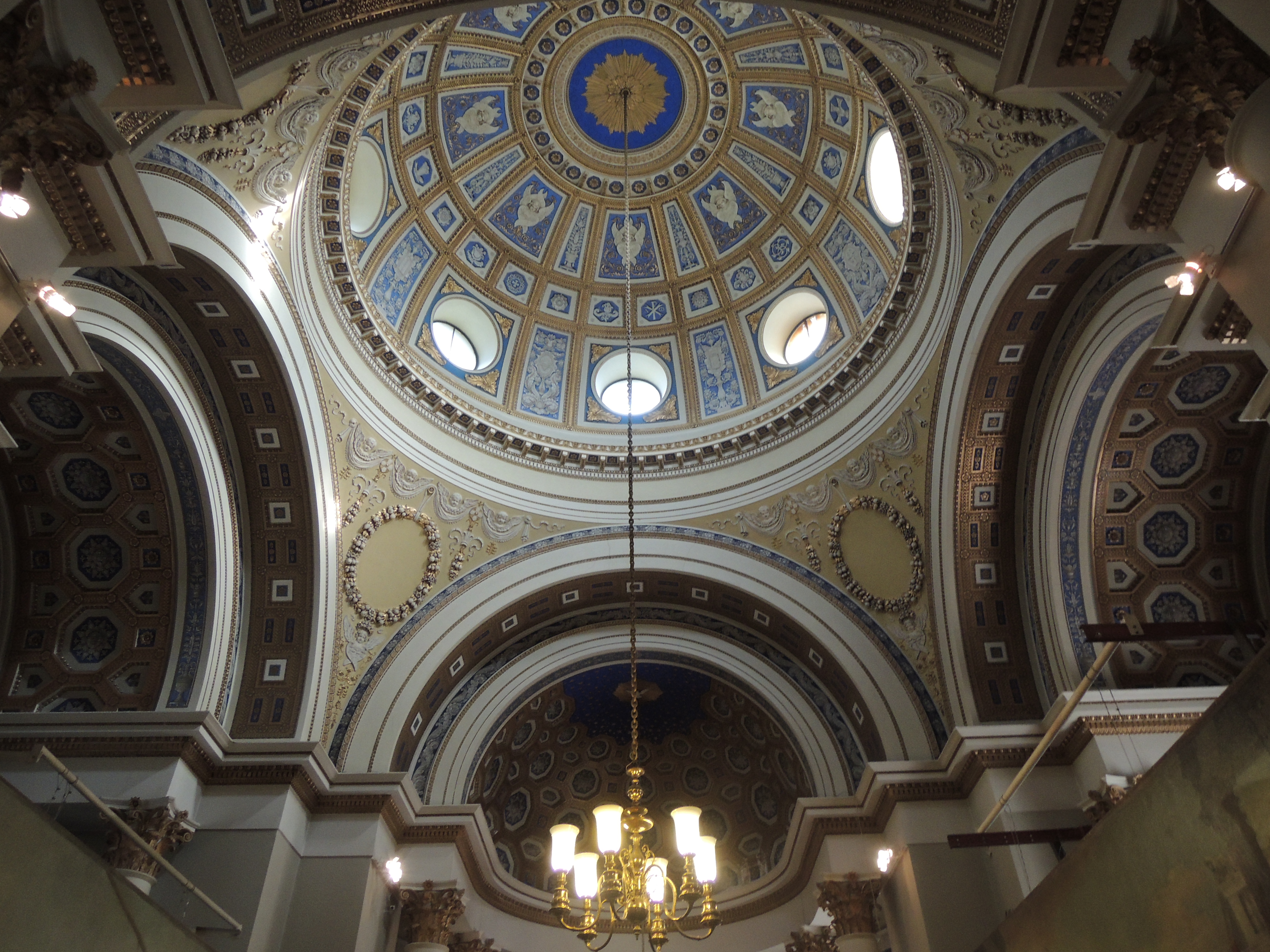
Усыпальница в Архангельском

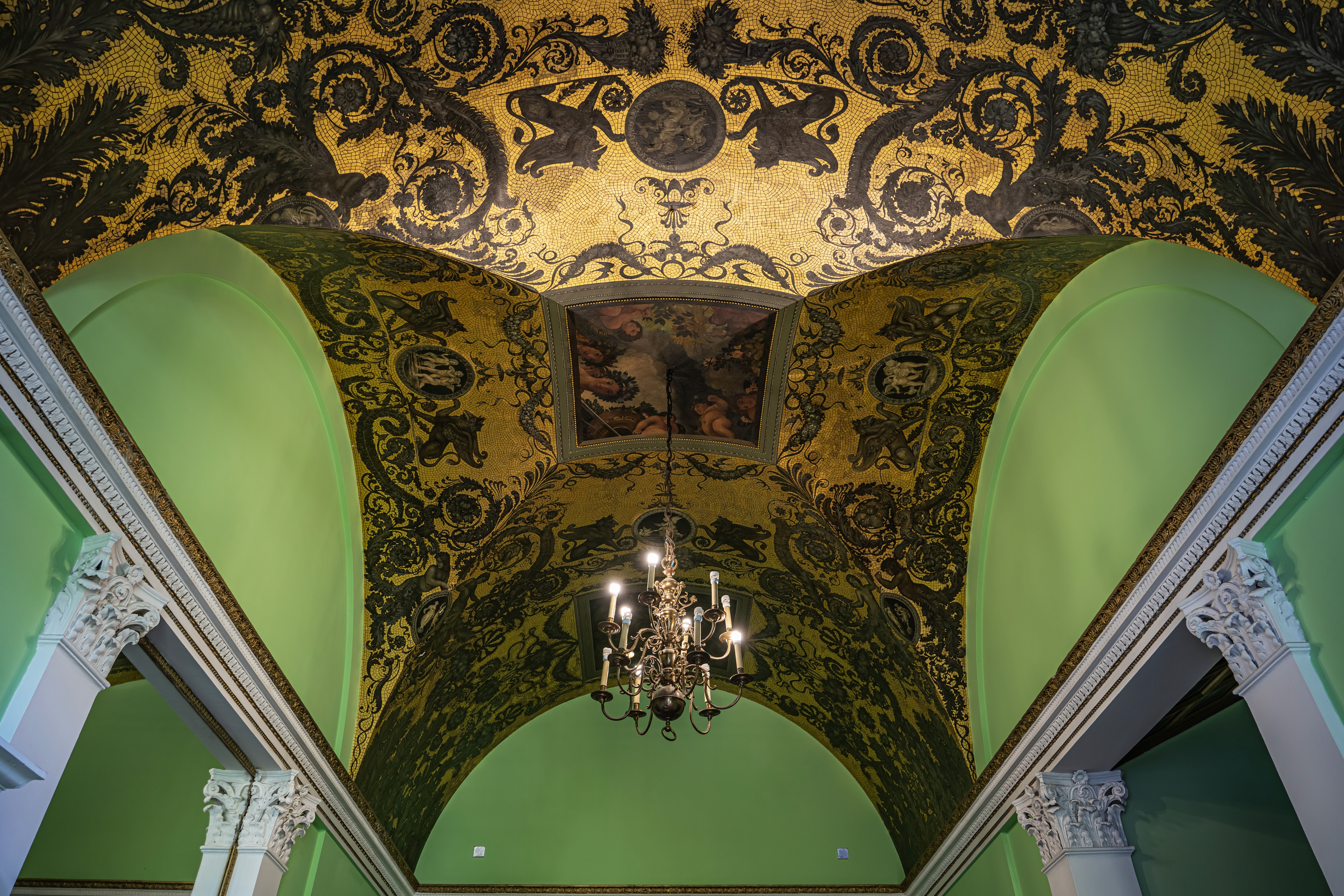
Потолочная роспись работы Нивинского в доме Тарасова

- Живопись в интерьерах Дома Скакового общества (архитектор И. В. Жолтовский) (1905—1906, Москва, Скаковая аллея, 1);
- Декоративная отделка интерьера Египетского зала Музея Изящных искусств (архитектор Р. И. Клейн) (1906—1912, Москва, Улица Волхонка, 12);
- Конкурсный проект церкви в имении А. М. Мальцева (1908, с. Балаково Самарской губернии), не осуществлён;
- Церковь женского монастыря (1900-е, Ставрополь), ?;
- Живопись плафонов и фриз в кофейне и кабинете «Людовик XV» гостиницы «Метрополь» (1905, Москва, Театральный проезд, 1/14);
- Интерьер дома в усадьбе Руперти Липовка (1900-е, Липки-Алексейск);
- Живопись в интерьерах особняка Г. А. Тарасова, совместно с Е. Е. Лансере (архитектор И. В. Жолтовский, строитель А. Н. Агеенко) (1909—1912, Москва, Большой Патриарший переулок, 1/30 / улица Спиридоновка, 30/1);
- Живопись в интерьерах доходного дома М. Жучковой (архитектор В. Е. Дубовской, при участии архитектора Л. Б. Горенберга) (1910, Москва, Большой Николопесковский переулок, 5), интерьеры уничтожены;
- Внутренняя отделка церкви-усыпальницы князей Юсуповых, совместно с Р. И. Клейном (1910, Архангельское);
- Реставрация главного дома усадьбы князей Юсуповых (1910, Архангельское);
- Живопись в интерьерах доходного дома Я. Демента (архитектор В. Е. Дубовской, при участии архитектора Л. Б. Горенберга) (1910—1912, Москва, Улица Большая Полянка, 54);
- Живопись и отделка интерьеров дома князя С. А. Щербатова (архитектор А. И. Таманов) (1911—1913, Москва, Новинский бульвар, 11);
- Живопись в интерьерах доходного дома М. О. Эпштейна (архитектор В. Е. Дубовской, при участии Н. А. Архипова) (1912, Москва, Гусятников переулок, 11);
- Дача Ф. Ф. Берга (1912, Пушкино);
- Живопись в интерьерах доходного дома братьев П. и Н. Стуловых (архитектор В. Е. Дубовской, совместно с архитектором Н. А. Архиповым) (1913, Москва, Малый Знаменский переулок, 8), интерьеры частично сохранились;
- Роспись потолков и интерьеров в доходном доме адвоката И. С. Кальмеера (архитектор В. Е. Дубовской), задумывавшегося, как «Дом искусств» (1914, Поварская улица, 20). Потолки сохранились в подъезде дома и в квартире 6;
- Отделка интерьеров Киевского вокзала (1915—1916, Москва, площадь Киевского Вокзала, 1);
- Роспись зрительного зала Малого театра (1910-е, Москва, Театральный проезд, 1);
- Художественное оформление Первой сельскохозяйственной и кустарной выставки, совместно с А. А. Экстер (1923, территория современных Парка имени Горького и Нескучного сада).

## Сочинения
- Вопреки канонам натурализма // Театр и драматургия, 1933, N 14.